# Holder Peak
Der Holder Peak ist ein niedriger Berg an der Ingrid-Christensen-Küste des ostantarktischen Prinzessin-Elisabeth-Lands. Er ragt 3 km östlich des Mount Caroline Mikkelsen und unmittelbar nördlich des Young Peak auf.
Norwegische Kartographen kartierten ihn anhand von Luftaufnahmen der Lars-Christensen-Expedition 1936/37 und benannten ihn gemeinsam mit dem Young Peak als Tvillingfjell (norwegisch für Zwillingsberge). Das Antarctic Names Committee of Australia benannte den hier beschriebenen Berg nach James Holder, der 1963 an der Vermessung des Gebiets im Rahmen der Australian National Antarctic Research Expeditions beteiligt und zudem als Meteorologe auf der Davis-Station tätig war.